# یک زندگی کوچک
یک زندگی کوچک رمان سال ۲۰۱۵ است که توسط رمان‌نویس آمریکایی هانیا یاناگیهارا نوشته شده‌است. این رمان در طول هجده ماه نوشته شده‌است. علی‌رغم طولانی بودن و موضوع دشوار، پرفروش شد. عنوانکتاب احتمالاً اشاره ای به شعر «زمین زباله» اثر تی اس الیوت است.